# 中間の状態
中間の状態（ちゅうかんのじょうたい、英語：Intermediate state）とは、キリスト教終末論において人間の死後、イエス・キリストが再臨され、体が復活して最後の審判を受ける日まで、人間がおかれる状態のことを言う。

## 正教会
「中間の状態」という術語はまず用いられないが、最後の審判に至るまで人間の霊が置かれる状態についての教えは正教会にもある。以下正教会の教えにつき詳述する。
最終的な判決は最後の審判（古い文献には「公審判」との表現がみられる）に行われるが、その前に、義人の霊も罪人の霊も予備判決（古い文献には「私審判」との表現がみられる）を受ける。義人は死後天使によって楽園の入口に案内され、最後の審判までそこで待つ。ただしこの予備判決は最終判決ではない。最後の審判までに霊の運命が変わる可能性もある。聖マルク・エフェスキイによれば、「聖者の霊が今味わう悦びが一時的、部分的なものであると同時に、罪人が味わう恥辱も一時的、部分的な処罰なのである」。
死者のための祈りは正教会において古代からの伝統であるとされ、祈りにより人の死後の運命が和らげられるとされる。死者のためにも聖人達は祈る。この世に生きる正教徒による死者のための祈りとしてパニヒダがあるが、聖体礼儀における祈りが特に大きな力を持つとされる。聖体礼儀とは「世界の生命のため」、つまり生ける者と死せし者のために捧げられる犠牲であり、教会信徒のための祈りである。
正教徒以外の者のために祈る事の正否については、即答は聖書には記述が無いが、正教徒ではない死者のための祈りも神に受け入れられ死者の慰めとなるという聖伝が、エジプトの聖大マカリイのものをはじめ多く伝えられている。

## カトリック教会
死後、ただちに天国、煉獄、地獄にわけられる。そのため、伝統的に死者のためにレクイエムを祈る。

## プロテスタント教会

### 改革派教会
死者のために祈っても、死後の行き先を変えることはできず無駄なので、死者のためには祈らない。死とは肉体と魂の分離である。死後の中間の状態において、クリスチャンはパラダイスで再臨を待ち、不信者は苦しみながら再臨を待つが、イエス・キリストが再臨され体が復活したときに、栄化されたクリスチャンは天国に行く裁きを受け、恥辱によみがえらせられた不信者は永遠の地獄に行く裁きを受ける。